# Nova Floresta
Nova Floresta este un oraș în Paraíba (PB), Brazilia.